# Simonésia (kommun)
Simonésia är en kommun i Brasilien.   Den ligger i delstaten Minas Gerais, i den sydöstra delen av landet, 800 km sydost om huvudstaden Brasília. Antalet invånare är 18 302.
Följande samhällen finns i Simonésia:
- Simonésia

Omgivningarna runt Simonésia är huvudsakligen savann. Runt Simonésia är det ganska glesbefolkat, med 28 invånare per kvadratkilometer.